# John Templeton
John Marks Templeton (29 novembre 1912, Winchester dans le Tennessee - 8 juillet 2008, Nassau) est un investisseur, homme d'affaires et philanthrope. Il renonce à la citoyenneté américaine et devient britannique en 1968. 

## Biographie
John Templeton est un investisseur et un pionnier des fonds mutualisés, qui consacre la plus grande part de sa fortune à la religion et à la science. Templeton est né à Winchester (Tennessee). Il étudie à l'Université Yale, est membre de la fraternité Zeta Psi et est sélectionné comme membre de la société secrète Elihu. Il sort major de sa classe, en science économique en 1934. Il intègre ensuite le Balliol College comme Rhodes Scholar, à l'université de Oxford. Là, il rencontre celui qui sera un ami de toute une vie, Michelangelo Antonioni, le réalisateur italien. Il obtient le titre de "maître ès arts" en droit.
Il est détenteur du Chartered Financial Analyst (CFA). 
Il est le premier à recevoir le prix AIMR pour l'excellence professionnelle en 1991.
Templeton épouse Judith Folk en 1937 et le couple a trois enfants : John Templeton Jr, Anne et Christopher. Judith meurt en février 1951. Il se marie ensuite avec Irene Reynolds Butler en 1958. Elle meurt en 1993.
Il est toute sa vie membre de l'Église presbytérienne. Il est membre du bureau du séminaire de théologie de Princeton, le plus grand séminaire presbytérien, pendant 42 ans, et le préside pendant 12 ans.
Templeton devient milliardaire,,,,, en étant un pionnier dans l'utilisation de fonds diversifiés à l'échelle mondiale. Son fonds d'investissement "Templeton Growth Ltd.", créé en 1954, est l'un des premiers à investir au Japon au milieu des années 1960. En 2006, il est à la 129e place dans la liste des personnes les plus riches du Sunday Times.
Il n'utilisait pas l'analyse technique pour ses investissements, préférant utiliser l'analyse fondamentale. Le magazine Money le décrit en 1999 comme "probablement le plus grand gestionnaire de fortune du siècle".
Il renonce à la citoyenneté américaine en 1968, évitant ainsi de payer l'impôt sur le revenu américain. Il prend la double nationalité bahaméenne et anglaise et vit aux Bahamas.
En tant que philanthrope, Templeton fonde :
- la fondation John Templeton;
- le "prix Templeton pour le progrès de la recherche et les découvertes concernant les réalités spirituelles" en 1972;
- la librairie Templeton à Sewanee, Tennessee.

En 1984, il transforme le Centre d'études de management d'Oxford en un collège à part entière, sous le nom de "Templeton College". En 2007, le Templeton College vend son programme d'éducation exécutif à la "Saïd Business School". En octobre 2008, le Templeton College fusionne avec le "Green college" pour former le "Green Templeton College". C'est une des rares fusions dans l'histoire récente de l'université d'Oxford.
Il est fait chevalier en 1987 pour services rendus à la philanthropie.
En 2007, Templeton occupe la tête du classement des 100 personnalités les plus influentes du Time magazine dans la catégorie des "pourvoyeurs d'influence", "en raison de sa poursuite d'une appréhension spirituelle [du monde des affaires], souvent appuyée sur des recherches scientifiques", par le biais de la Fondation John Templeton.
Templeton attribue une grande part de son succès à sa capacité à garder un état d'esprit positif, fuyant l'anxiété et maintenant une certaine discipline de vie. Désintéressé par un mode de vie consumériste, il conduit lui-même sa voiture, n'a jamais voyagé en première classe et s'est installé aux Bahamas, dans une maison face à la mer.

## Spiritualité et fondation Templeton
Templeton est dévoué à sa foi en tant que presbytérien. Il reste tout de même ouvert aux valeurs et apports d'autres fois. À propos de son engagement envers ce qu'il appelle le progrès spirituel, il se demande notamment : « Pourquoi ne devrais-je pas essayer d'en apprendre plus ? Pourquoi ne devrais-je pas aller à des prières hindouistes? Pourquoi ne devrais-je pas aller à des prières musulmanes? Quiconque n'est pas égoïste se félicitera d'une occasion d'apprendre. » La fondation Templeton a comme but principal de fournir un soutien financier à ce progrès spirituel. Elle encourage la recherche sur de « grandes questions » en donnant une aide philanthropique aux institutions et personnes qui cherchent la réponse à ces questions qui vont de « l'étude des lois de la nature et de l'univers à des questions sur la nature de l'amour, la gratitude, le pardon, et la créativité. »
Templeton résume ainsi les buts de sa fondation :

« Nous essayons de persuader les gens qu'aucun humain n'a encore saisi 1 % de ce qu'il y a à connaitre des réalités spirituelles. Nous encourageons donc les gens à se mettre à utiliser les méthodes scientifiques qui ont été si productives dans d'autres domaines pour découvrir des réalités spirituelles. »

— John Templeton, Entretien avec Financial intelligence report

## Décès
John Templeton décède le 8 juillet 2008 à 12h20 heure locale au Doctors Hospital de Nassau aux Bahamas d'une pneumonie à 95 ans.

## Publications
- Riches for the Mind and Spirit: John Marks Templeton's Treasury of Words to Help, Inspire, and Live By, 2006.  (ISBN 1-59947-101-9)
- Faithful Finances 101: From The Poverty Of Fear And Greed To The Riches Of Spiritual Investing, 2005.  (ISBN 1-932031-75-8)
- Golden Nuggets from Sir John Templeton, 1997.  (ISBN 1-890151-04-1)
- Discovering the Laws of Life, 1994.  (ISBN 0-8264-0861-3)
- Is God the Only Reality? Science Points to a Deeper Meaning of the Universe, 1994.  (ISBN 0-8264-0650-5)
- Templeton Plan: 21 Steps to Personal Success and Real Happiness, 1992.  (ISBN 0-06-104178-5)
- The humble approach: Scientists discover God, 1981.  (ISBN 0-8164-0481-X)